# The Women's Tour 2016
La 3e édition de The Women's Tour a lieu du 15 juin 2016 au 19 juin 2016. Il s'agit de la dixième épreuve de l'UCI World Tour féminin 2016.
La première étape est remportée au sprint par Christine Majerus. Le lendemain, un nouveau sprint couronne cette fois Amy Pieters. Marianne Vos s'empare du maillot jaune grâce aux bonifications. La troisième étape se montre décisive. Elizabeth Armitstead s'échappe avec Ashleigh Moolman et Elisa Longo Borghini. Elle gagne l'étape et devient nouveau maillot jaune. Les deux dernières étapes se concluent par des sprints avec la victoire de Marianne Vos sur la quatrième et de Lotta Lepistö sur la cinquième étape. Au classement général, Elizabeth Armitstead devance Ashleigh Moolman et Elisa Longo Borghini. Marianne Vos gagne le classement par points, Katie Hall celui de la montagne et Floortje Mackaij celui de la meilleure jeune.

## Équipes
Quinze équipes UCI participent à l'épreuve, ainsi que la sélection nationale de Grande-Bretagne. 
| Équipes féminines professionnelles (15)- Alé Cipollini - Astana Women's - Boels Dolmans - BTC City Ljubljana - Canyon-SRAM Racing - Cervélo Bigla - Cylance - Drops - Hitec Products - Liv-Plantur - Orica-AIS - Poitou-Charentes.Futuroscope.86 - Rabo Liv Women - UnitedHealthcare - Wiggle High5 Équipe nationale- Grande-Bretagne |
| |

## Points UCI
| Position                  | 1er | 2e  | 3e | 4e | 5e | 6e | 7e | 8e | 9e | 10e | 11e | 12e | 13e | 14e | 15e | 16e | 17e | 18e | 19e | 20e |
| Classement général        | 120 | 100 | 85 | 70 | 60 | 50 | 40 | 35 | 30 | 25  | 20  | 18  | 16  | 14  | 12  | 10  | 8   | 6   | 4   | 2   |
| Étapes et demi-étapes     | 25  | 20  | 18 | 16 | 14 | 12 | 10 | 8  | 6  | 4   |     |     |     |     |     |     |     |     |     |     |
| Port du maillot de leader | 6   |     |    |    |    |    |    |    |    |     |     |     |     |     |     |     |     |     |     |     |

## Partenaires
La course est parrainée par les assurances Aviva.

## Étapes
| Étape     | Date    | Villes étapes                    | type            | Distance (km) | Vainqueur d'étape | Leader du classement général |
| --------- | ------- | -------------------------------- | --------------- | ------------- | ----------------- | ---------------------------- |
| 1re étape | 15 juin | Southwold – Norwich              | étape de plaine | 132           | Christine Majerus | Christine Majerus            |
| 2e étape  | 16 juin | Atherstone – Stratford-upon-Avon | étape vallonnée | 140           | Amy Pieters       | Marianne Vos                 |
| 3e étape  | 17 juin | Ashbourne – Chesterfield         | étape vallonnée | 112,6         | Lizzie Armitstead | Lizzie Armitstead            |
| 4e étape  | 18 juin | Nottingham – Stoke-on-Trent      | étape vallonnée | 119,6         | Marianne Vos      | Lizzie Armitstead            |
| 5e étape  | 19 juin | Northampton – Kettering          | étape de plaine | 113,2         | Lotta Lepistö     | Lizzie Armitstead            |

## Déroulement de la course

### 1reétape
Alison Tetrick attaque seule à une vingtaine de kilomètres de la ligne et compte une avance allant jusqu'à deux minutes. Elle est cependant reprise dans les derniers mètres de l'étape par le peloton. La victoire se joue au sprint massif. Christine Majerus se montre la plus véloce et devient la première leader de l'épreuve.
| \| Classement de l'étape \| Classement de l'étape \| Classement de l'étape \| Classement de l'étape \| Classement de l'étape \| \| Coureuse \| Coureuse \| Pays \| Équipe \| Temps \| \| --------------------- \| --------------------- \| --------------------- \| --------------------- \| --------------------- \| \| 1re \| Christine Majerus \| Luxembourg \| Boels Dolmans \| 3 h 24 min 38 s \| \| 2e \| Marianne Vos \| Pays-Bas \| Rabo Liv Women \| + 0 s \| \| 3e \| Giorgia Bronzini \| Italie \| Wiggle High5 \| + 0 s \| \| 4e \| Marta Bastianelli \| Italie \| Alé Cipollini \| + 0 s \| \| 5e \| Lotta Lepistö \| Finlande \| Cervélo Bigla \| + 0 s \| \| 6e \| Leah Kirchmann \| Canada \| Liv-Plantur \| + 0 s \| \| 7e \| Lucinda Brand \| Pays-Bas \| Rabo Liv Women \| + 0 s \| \| 8e \| Alison Tetrick \| États-Unis \| Cylance \| + 0 s \| \| 9e \| Elisa Longo Borghini \| Italie \| Wiggle High5 \| + 0 s \| \| 10e \| Floortje Mackaij \| Pays-Bas \| Liv-Plantur \| + 0 s \| |                      |            |                |                 |
| |                      |            |                |                 |
| |                      |            |                |                 |
| Classement de l'étape |                      |            |                |                 |
| Coureuse | Coureuse             | Pays       | Équipe         | Temps           |
| 1re | Christine Majerus    | Luxembourg | Boels Dolmans  | 3 h 24 min 38 s |
| 2e | Marianne Vos         | Pays-Bas   | Rabo Liv Women | + 0 s           |
| 3e | Giorgia Bronzini     | Italie     | Wiggle High5   | + 0 s           |
| 4e | Marta Bastianelli    | Italie     | Alé Cipollini  | + 0 s           |
| 5e | Lotta Lepistö        | Finlande   | Cervélo Bigla  | + 0 s           |
| 6e | Leah Kirchmann       | Canada     | Liv-Plantur    | + 0 s           |
| 7e | Lucinda Brand        | Pays-Bas   | Rabo Liv Women | + 0 s           |
| 8e | Alison Tetrick       | États-Unis | Cylance        | + 0 s           |
| 9e | Elisa Longo Borghini | Italie     | Wiggle High5   | + 0 s           |
| 10e | Floortje Mackaij     | Pays-Bas   | Liv-Plantur    | + 0 s           |

| \| Classement général \| Classement général \| Classement général \| Classement général \| Classement général \| \| Coureuse \| Coureuse \| Pays \| Équipe \| Temps \| \| ------------------ \| ------------------ \| ------------------ \| ------------------ \| ------------------ \| \| 1re \| Christine Majerus \| Luxembourg \| Boels Dolmans \| 3 h 24 min 38 s \| \| 2e \| Marianne Vos \| Pays-Bas \| Rabo Liv Women \| + 1 s \| \| 3e \| Giorgia Bronzini \| Italie \| Wiggle High5 \| + 6 s \| \| 4e \| Leah Kirchmann \| Canada \| Liv-Plantur \| + 7 s \| \| 5e \| Gracie Elvin \| Australie \| Orica-AIS \| + 7 s \| \| 6e \| Chantal Blaak \| Pays-Bas \| Boels Dolmans \| + 8 s \| \| 7e \| Lizzie Armitstead \| Royaume-Uni \| Boels Dolmans \| + 9 s \| \| 8e \| Marta Bastianelli \| Italie \| Alé Cipollini \| + 10 s \| \| 9e \| Lotta Lepistö \| Finlande \| Cervélo Bigla \| + 10 s \| \| 10e \| Lucinda Brand \| Pays-Bas \| Rabo Liv Women \| + 10 s \| |                   |             |                |                 |
| |                   |             |                |                 |
| |                   |             |                |                 |
| Classement général |                   |             |                |                 |
| Coureuse | Coureuse          | Pays        | Équipe         | Temps           |
| 1re | Christine Majerus | Luxembourg  | Boels Dolmans  | 3 h 24 min 38 s |
| 2e | Marianne Vos      | Pays-Bas    | Rabo Liv Women | + 1 s           |
| 3e | Giorgia Bronzini  | Italie      | Wiggle High5   | + 6 s           |
| 4e | Leah Kirchmann    | Canada      | Liv-Plantur    | + 7 s           |
| 5e | Gracie Elvin      | Australie   | Orica-AIS      | + 7 s           |
| 6e | Chantal Blaak     | Pays-Bas    | Boels Dolmans  | + 8 s           |
| 7e | Lizzie Armitstead | Royaume-Uni | Boels Dolmans  | + 9 s           |
| 8e | Marta Bastianelli | Italie      | Alé Cipollini  | + 10 s          |
| 9e | Lotta Lepistö     | Finlande    | Cervélo Bigla  | + 10 s          |
| 10e | Lucinda Brand     | Pays-Bas    | Rabo Liv Women | + 10 s          |

### 2eétape
L'étape est pluvieuse. Emilia Fahlin multiplie les attaques mais ne parvient pas à s'échapper du peloton mené par la formation Boels Dolmans. Marianne Vos dispute les sprints intermédiaires afin de s'emparer des bonifications. À trente kilomètres de l'arrivée, Amalie Dideriksen et Małgorzata Jasińska partent en échappée. La poursuite du peloton le scinde en deux. Le premier groupe fort de vingt-cinq coureuses contient la plupart des favorites à l'exception de Jolien D'Hoore et d'Emma Pooley. Une fois les deux échappées reprise, Nikki Harris tente également sa chance, mais le sprint est inéluctable. Amy Pieters s'impose d'une demi roue devant Lisa Brennauer et Marianne Vos. Cette dernière endosse le maillot jaune. 
| \| Classement de l'étape \| Classement de l'étape \| Classement de l'étape \| Classement de l'étape \| Classement de l'étape \| \| Coureuse \| Coureuse \| Pays \| Équipe \| Temps \| \| --------------------- \| --------------------- \| --------------------- \| --------------------- \| --------------------- \| \| 1re \| Amy Pieters \| Pays-Bas \| Wiggle High5 \| 3 h 36 min 54 s \| \| 2e \| Lisa Brennauer \| Allemagne \| Canyon-SRAM Racing \| + 0 s \| \| 3e \| Marianne Vos \| Pays-Bas \| Rabo Liv Women \| + 0 s \| \| 4e \| Gracie Elvin \| Australie \| Orica-AIS \| + 0 s \| \| 5e \| Christine Majerus \| Luxembourg \| Boels Dolmans \| + 0 s \| \| 6e \| Emma Johansson \| Suède \| Wiggle High5 \| + 0 s \| \| 7e \| Giorgia Bronzini \| Italie \| Wiggle High5 \| + 0 s \| \| 8e \| Floortje Mackaij \| Pays-Bas \| Liv-Plantur \| + 0 s \| \| 9e \| Leah Kirchmann \| Canada \| Liv-Plantur \| + 0 s \| \| 10e \| Anna van der Breggen \| Pays-Bas \| Rabo Liv Women \| + 0 s \| |                      |            |                    |                 |
| |                      |            |                    |                 |
| |                      |            |                    |                 |
| Classement de l'étape |                      |            |                    |                 |
| Coureuse | Coureuse             | Pays       | Équipe             | Temps           |
| 1re | Amy Pieters          | Pays-Bas   | Wiggle High5       | 3 h 36 min 54 s |
| 2e | Lisa Brennauer       | Allemagne  | Canyon-SRAM Racing | + 0 s           |
| 3e | Marianne Vos         | Pays-Bas   | Rabo Liv Women     | + 0 s           |
| 4e | Gracie Elvin         | Australie  | Orica-AIS          | + 0 s           |
| 5e | Christine Majerus    | Luxembourg | Boels Dolmans      | + 0 s           |
| 6e | Emma Johansson       | Suède      | Wiggle High5       | + 0 s           |
| 7e | Giorgia Bronzini     | Italie     | Wiggle High5       | + 0 s           |
| 8e | Floortje Mackaij     | Pays-Bas   | Liv-Plantur        | + 0 s           |
| 9e | Leah Kirchmann       | Canada     | Liv-Plantur        | + 0 s           |
| 10e | Anna van der Breggen | Pays-Bas   | Rabo Liv Women     | + 0 s           |

| \| Classement général \| Classement général \| Classement général \| Classement général \| Classement général \| \| Coureuse \| Coureuse \| Pays \| Équipe \| Temps \| \| ------------------ \| ------------------ \| ------------------ \| ------------------ \| ------------------ \| \| 1re \| Marianne Vos \| Pays-Bas \| Rabo Liv Women \| 7 h 01 min 26 s \| \| 2e \| Christine Majerus \| Luxembourg \| Boels Dolmans \| + 3 s \| \| 3e \| Amy Pieters \| Pays-Bas \| Wiggle High5 \| + 7 s \| \| 4e \| Lisa Brennauer \| Allemagne \| Canyon-SRAM Racing \| + 11 s \| \| 5e \| Giorgia Bronzini \| Italie \| Wiggle High5 \| + 13 s \| \| 6e \| Leah Kirchmann \| Canada \| Liv-Plantur \| + 13 s \| \| 7e \| Gracie Elvin \| Australie \| Orica-AIS \| + 14 s \| \| 8e \| Lizzie Armitstead \| Royaume-Uni \| Boels Dolmans \| + 16 s \| \| 9e \| Floortje Mackaij \| Pays-Bas \| Liv-Plantur \| + 17 s \| \| 10e \| Emma Johansson \| Suède \| Wiggle High5 \| + 17 s \| |                   |             |                    |                 |
| |                   |             |                    |                 |
| |                   |             |                    |                 |
| Classement général |                   |             |                    |                 |
| Coureuse | Coureuse          | Pays        | Équipe             | Temps           |
| 1re | Marianne Vos      | Pays-Bas    | Rabo Liv Women     | 7 h 01 min 26 s |
| 2e | Christine Majerus | Luxembourg  | Boels Dolmans      | + 3 s           |
| 3e | Amy Pieters       | Pays-Bas    | Wiggle High5       | + 7 s           |
| 4e | Lisa Brennauer    | Allemagne   | Canyon-SRAM Racing | + 11 s          |
| 5e | Giorgia Bronzini  | Italie      | Wiggle High5       | + 13 s          |
| 6e | Leah Kirchmann    | Canada      | Liv-Plantur        | + 13 s          |
| 7e | Gracie Elvin      | Australie   | Orica-AIS          | + 14 s          |
| 8e | Lizzie Armitstead | Royaume-Uni | Boels Dolmans      | + 16 s          |
| 9e | Floortje Mackaij  | Pays-Bas    | Liv-Plantur        | + 17 s          |
| 10e | Emma Johansson    | Suède       | Wiggle High5       | + 17 s          |

### 3eétape
La première échappée du jour se détache après le premier sprint intermédiaire. Il est composé de onze coureuses : Hannah Barnes, Jolien D'Hoore, Chantal Blaak, Rozanne Slik, Katie Hall , Clara Koppenburg, Janneke Ensing, Rossella Ratto, Lucinda Brand, Roxane Knetemann et Amanda Spratt. Il compte jusqu'à deux minutes d'avance. Dans le deuxième prix de la montagne trois favorites accélèrent : Lizzie Armitstead, Ashleigh Moolman et Elisa Longo Borghini. Elles reviennent immédiatement sur la tête de la course. À quinze kilomètres de l'arrivée, la championne du monde attaque de nouveau, suivie par la Sud-Africaine. Elisa Longo Borghini et Amanda Spratt partent à leur chasse et les rejoignent. Dans le sprint sur secteur pavé, Lizzie Armitstead devance Ashleigh Moolman et Elisa Longo Borghini. Marianne Vos arrive trente-six secondes plus tard et perd son maillot jaune au profit de la Britannique.
| \| Classement de l'étape \| Classement de l'étape \| Classement de l'étape \| Classement de l'étape \| Classement de l'étape \| \| Coureuse \| Coureuse \| Pays \| Équipe \| Temps \| \| --------------------- \| --------------------- \| --------------------- \| --------------------- \| --------------------- \| \| 1re \| Lizzie Armitstead \| Royaume-Uni \| Boels Dolmans \| 2 h 54 min 27 s \| \| 2e \| Ashleigh Moolman \| Afrique du Sud \| Cervélo Bigla \| + 0 s \| \| 3e \| Elisa Longo Borghini \| Italie \| Wiggle High5 \| + 0 s \| \| 4e \| Amanda Spratt \| Australie \| Orica-AIS \| + 3 s \| \| 5e \| Marianne Vos \| Pays-Bas \| Rabo Liv Women \| + 36 s \| \| 6e \| Amalie Dideriksen \| Danemark \| Boels Dolmans \| + 36 s \| \| 7e \| Leah Kirchmann \| Canada \| Liv-Plantur \| + 36 s \| \| 8e \| Giorgia Bronzini \| Italie \| Wiggle High5 \| + 36 s \| \| 9e \| Lisa Brennauer \| Allemagne \| Canyon-SRAM Racing \| + 36 s \| \| 10e \| Amy Pieters \| Pays-Bas \| Wiggle High5 \| + 36 s \| |                      |                |                    |                 |
| |                      |                |                    |                 |
| |                      |                |                    |                 |
| Classement de l'étape |                      |                |                    |                 |
| Coureuse | Coureuse             | Pays           | Équipe             | Temps           |
| 1re | Lizzie Armitstead    | Royaume-Uni    | Boels Dolmans      | 2 h 54 min 27 s |
| 2e | Ashleigh Moolman     | Afrique du Sud | Cervélo Bigla      | + 0 s           |
| 3e | Elisa Longo Borghini | Italie         | Wiggle High5       | + 0 s           |
| 4e | Amanda Spratt        | Australie      | Orica-AIS          | + 3 s           |
| 5e | Marianne Vos         | Pays-Bas       | Rabo Liv Women     | + 36 s          |
| 6e | Amalie Dideriksen    | Danemark       | Boels Dolmans      | + 36 s          |
| 7e | Leah Kirchmann       | Canada         | Liv-Plantur        | + 36 s          |
| 8e | Giorgia Bronzini     | Italie         | Wiggle High5       | + 36 s          |
| 9e | Lisa Brennauer       | Allemagne      | Canyon-SRAM Racing | + 36 s          |
| 10e | Amy Pieters          | Pays-Bas       | Wiggle High5       | + 36 s          |

| \| Classement général \| Classement général \| Classement général \| Classement général \| Classement général \| \| Coureuse \| Coureuse \| Pays \| Équipe \| Temps \| \| ------------------ \| -------------------- \| ------------------ \| ------------------ \| ------------------ \| \| 1re \| Lizzie Armitstead \| Royaume-Uni \| Boels Dolmans \| 9 h 55 min 59 s \| \| 2e \| Ashleigh Moolman \| Afrique du Sud \| Cervélo Bigla \| + 5 s \| \| 3e \| Elisa Longo Borghini \| Italie \| Wiggle High5 \| + 7 s \| \| 4e \| Amanda Spratt \| Australie \| Orica-AIS \| + 14 s \| \| 5e \| Marianne Vos \| Pays-Bas \| Rabo Liv Women \| + 27 s \| \| 6e \| Christine Majerus \| Luxembourg \| Boels Dolmans \| + 32 s \| \| 7e \| Amy Pieters \| Pays-Bas \| Wiggle High5 \| + 37 s \| \| 8e \| Leah Kirchmann \| Canada \| Liv-Plantur \| + 41 s \| \| 9e \| Lisa Brennauer \| Allemagne \| Canyon-SRAM Racing \| + 41 s \| \| 10e \| Giorgia Bronzini \| Italie \| Wiggle High5 \| + 43 s \| |                      |                |                    |                 |
| |                      |                |                    |                 |
| |                      |                |                    |                 |
| Classement général |                      |                |                    |                 |
| Coureuse | Coureuse             | Pays           | Équipe             | Temps           |
| 1re | Lizzie Armitstead    | Royaume-Uni    | Boels Dolmans      | 9 h 55 min 59 s |
| 2e | Ashleigh Moolman     | Afrique du Sud | Cervélo Bigla      | + 5 s           |
| 3e | Elisa Longo Borghini | Italie         | Wiggle High5       | + 7 s           |
| 4e | Amanda Spratt        | Australie      | Orica-AIS          | + 14 s          |
| 5e | Marianne Vos         | Pays-Bas       | Rabo Liv Women     | + 27 s          |
| 6e | Christine Majerus    | Luxembourg     | Boels Dolmans      | + 32 s          |
| 7e | Amy Pieters          | Pays-Bas       | Wiggle High5       | + 37 s          |
| 8e | Leah Kirchmann       | Canada         | Liv-Plantur        | + 41 s          |
| 9e | Lisa Brennauer       | Allemagne      | Canyon-SRAM Racing | + 41 s          |
| 10e | Giorgia Bronzini     | Italie         | Wiggle High5       | + 43 s          |

### 4eétape
Emilia Fahlin s'échappe seule au bout de soixante-trois kilomètres et reste en tête jusqu'à vingt-neuf kilomètres de la ligne d'arrivée. Comme la veille, Lizzie Armitstead, Ashleigh Moolman et Elisa Longo Borghini attaquent dans la deuxième ascension de la journée. Elles sont bientôt rejointes par Emma Johansson. La coopération n'est pas bonne et Lizzie Armitstead accélère puis attaque seule mais se fait reprendre. Derrière, un groupe de poursuite de douze coureuses dont Marianne Vos et Lisa Brennauer revient à une vingtaine de secondes de la tête de course. La jonction s'opère finalement à cinq cents mètres de l'arrivée. Marianne Vos remporte le sprint devant Leah Kirchmann et Emma Johansson. Au classement général, la Néerlandaise fait une belle remontée et revient à quinze secondes de Lizzie Armitstead, toujours en jaune.
| \| Classement de l'étape \| Classement de l'étape \| Classement de l'étape \| Classement de l'étape \| Classement de l'étape \| \| Coureuse \| Coureuse \| Pays \| Équipe \| Temps \| \| --------------------- \| --------------------- \| --------------------- \| --------------------- \| --------------------- \| \| 1re \| Marianne Vos \| Pays-Bas \| Rabo Liv Women \| 3 h 07 min 00 s \| \| 2e \| Leah Kirchmann \| Canada \| Liv-Plantur \| + 0 s \| \| 3e \| Emma Johansson \| Suède \| Wiggle High5 \| + 0 s \| \| 4e \| Amalie Dideriksen \| Danemark \| Boels Dolmans \| + 0 s \| \| 5e \| Lisa Brennauer \| Allemagne \| Canyon-SRAM Racing \| + 0 s \| \| 6e \| Lizzie Armitstead \| Royaume-Uni \| Boels Dolmans \| + 0 s \| \| 7e \| Amy Pieters \| Pays-Bas \| Wiggle High5 \| + 0 s \| \| 8e \| Ashleigh Moolman \| Afrique du Sud \| Cervélo Bigla \| + 0 s \| \| 9e \| Nikki Brammeier \| Royaume-Uni \| Boels Dolmans \| + 0 s \| \| 10e \| Ellen van Dijk \| Pays-Bas \| Boels Dolmans \| + 0 s \| |                   |                |                    |                 |
| |                   |                |                    |                 |
| |                   |                |                    |                 |
| Classement de l'étape |                   |                |                    |                 |
| Coureuse | Coureuse          | Pays           | Équipe             | Temps           |
| 1re | Marianne Vos      | Pays-Bas       | Rabo Liv Women     | 3 h 07 min 00 s |
| 2e | Leah Kirchmann    | Canada         | Liv-Plantur        | + 0 s           |
| 3e | Emma Johansson    | Suède          | Wiggle High5       | + 0 s           |
| 4e | Amalie Dideriksen | Danemark       | Boels Dolmans      | + 0 s           |
| 5e | Lisa Brennauer    | Allemagne      | Canyon-SRAM Racing | + 0 s           |
| 6e | Lizzie Armitstead | Royaume-Uni    | Boels Dolmans      | + 0 s           |
| 7e | Amy Pieters       | Pays-Bas       | Wiggle High5       | + 0 s           |
| 8e | Ashleigh Moolman  | Afrique du Sud | Cervélo Bigla      | + 0 s           |
| 9e | Nikki Brammeier   | Royaume-Uni    | Boels Dolmans      | + 0 s           |
| 10e | Ellen van Dijk    | Pays-Bas       | Boels Dolmans      | + 0 s           |

| \| Classement général \| Classement général \| Classement général \| Classement général \| Classement général \| \| Coureuse \| Coureuse \| Pays \| Équipe \| Temps \| \| ------------------ \| -------------------- \| ------------------ \| ------------------ \| ------------------ \| \| 1re \| Lizzie Armitstead \| Royaume-Uni \| Boels Dolmans \| 13 h 02 min 56 s \| \| 2e \| Ashleigh Moolman \| Afrique du Sud \| Cervélo Bigla \| + 8 s \| \| 3e \| Elisa Longo Borghini \| Italie \| Wiggle High5 \| + 10 s \| \| 4e \| Marianne Vos \| Pays-Bas \| Rabo Liv Women \| + 15 s \| \| 5e \| Amanda Spratt \| Australie \| Orica-AIS \| + 17 s \| \| 6e \| Leah Kirchmann \| Canada \| Liv-Plantur \| + 37 s \| \| 7e \| Amy Pieters \| Pays-Bas \| Wiggle High5 \| + 40 s \| \| 8e \| Lisa Brennauer \| Allemagne \| Canyon-SRAM Racing \| + 44 s \| \| 9e \| Emma Johansson \| Suède \| Wiggle High5 \| + 46 s \| \| 10e \| Gracie Elvin \| Australie \| Orica-AIS \| + 47 s \| |                      |                |                    |                  |
| |                      |                |                    |                  |
| |                      |                |                    |                  |
| Classement général |                      |                |                    |                  |
| Coureuse | Coureuse             | Pays           | Équipe             | Temps            |
| 1re | Lizzie Armitstead    | Royaume-Uni    | Boels Dolmans      | 13 h 02 min 56 s |
| 2e | Ashleigh Moolman     | Afrique du Sud | Cervélo Bigla      | + 8 s            |
| 3e | Elisa Longo Borghini | Italie         | Wiggle High5       | + 10 s           |
| 4e | Marianne Vos         | Pays-Bas       | Rabo Liv Women     | + 15 s           |
| 5e | Amanda Spratt        | Australie      | Orica-AIS          | + 17 s           |
| 6e | Leah Kirchmann       | Canada         | Liv-Plantur        | + 37 s           |
| 7e | Amy Pieters          | Pays-Bas       | Wiggle High5       | + 40 s           |
| 8e | Lisa Brennauer       | Allemagne      | Canyon-SRAM Racing | + 44 s           |
| 9e | Emma Johansson       | Suède          | Wiggle High5       | + 46 s           |
| 10e | Gracie Elvin         | Australie      | Orica-AIS          | + 47 s           |

### 5eétape
Au bout de trente kilomètres, une échappée de sept coureuses se détache. Le groupe est constitué de Lotta Lepistö, Marta Bastianelli, Elena Cecchini, Lauren Kitchen, Eugenia Bujak, Janneke Ensing et Molly Weaver . Bien que l'écart reste sous la minute les vingt derniers kilomètres de l'étape, les fuyardes se disputent la victoire au sprint. Lotta Lepistö gagne devant Marta Bastianelli et Elena Cecchini. Au classement général, Lizzie Armitstead remporte l'épreuve.
| \| Classement de l'étape \| Classement de l'étape \| Classement de l'étape \| Classement de l'étape \| Classement de l'étape \| \| Coureuse \| Coureuse \| Pays \| Équipe \| Temps \| \| --------------------- \| --------------------- \| --------------------- \| -------------------------------- \| --------------------- \| \| 1re \| Lotta Lepistö \| Finlande \| Cervélo Bigla \| 2 h 57 min 31 s \| \| 2e \| Marta Bastianelli \| Italie \| Alé Cipollini \| + 0 s \| \| 3e \| Elena Cecchini \| Italie \| Canyon-SRAM Racing \| + 0 s \| \| 4e \| Lauren Kitchen \| Australie \| Hitec Products \| + 0 s \| \| 5e \| Eugenia Bujak \| Pologne \| BTC City Ljubljana \| + 0 s \| \| 6e \| Molly Weaver \| Royaume-Uni \| Liv-Plantur \| + 0 s \| \| 7e \| Janneke Ensing \| Pays-Bas \| Parkhotel Valkenburg Continental \| + 11 s \| \| 8e \| Leah Kirchmann \| Canada \| Liv-Plantur \| + 15 s \| \| 9e \| Jolien D'Hoore \| Belgique \| Wiggle High5 \| + 15 s \| \| 10e \| Marianne Vos \| Pays-Bas \| Rabo Liv Women \| + 15 s \| |                   |             |                                  |                 |
| |                   |             |                                  |                 |
| |                   |             |                                  |                 |
| Classement de l'étape |                   |             |                                  |                 |
| Coureuse | Coureuse          | Pays        | Équipe                           | Temps           |
| 1re | Lotta Lepistö     | Finlande    | Cervélo Bigla                    | 2 h 57 min 31 s |
| 2e | Marta Bastianelli | Italie      | Alé Cipollini                    | + 0 s           |
| 3e | Elena Cecchini    | Italie      | Canyon-SRAM Racing               | + 0 s           |
| 4e | Lauren Kitchen    | Australie   | Hitec Products                   | + 0 s           |
| 5e | Eugenia Bujak     | Pologne     | BTC City Ljubljana               | + 0 s           |
| 6e | Molly Weaver      | Royaume-Uni | Liv-Plantur                      | + 0 s           |
| 7e | Janneke Ensing    | Pays-Bas    | Parkhotel Valkenburg Continental | + 11 s          |
| 8e | Leah Kirchmann    | Canada      | Liv-Plantur                      | + 15 s          |
| 9e | Jolien D'Hoore    | Belgique    | Wiggle High5                     | + 15 s          |
| 10e | Marianne Vos      | Pays-Bas    | Rabo Liv Women                   | + 15 s          |

## Classement final

### Classement général
| \| Classement général \| Classement général \| Classement général \| Classement général \| Classement général \| \| Coureuse \| Coureuse \| Pays \| Équipe \| Temps \| \| ------------------ \| -------------------- \| ------------------ \| ------------------ \| ------------------ \| \| 1re \| Lizzie Armitstead \| Royaume-Uni \| Boels Dolmans \| 16 h 00 min 39 s \| \| 2e \| Ashleigh Moolman \| Afrique du Sud \| Cervélo Bigla \| + 11 s \| \| 3e \| Elisa Longo Borghini \| Italie \| Wiggle High5 \| + 13 s \| \| 4e \| Marianne Vos \| Pays-Bas \| Rabo Liv Women \| + 18 s \| \| 5e \| Amanda Spratt \| Australie \| Orica-AIS \| + 20 s \| \| 6e \| Leah Kirchmann \| Canada \| Liv-Plantur \| + 40 s \| \| 7e \| Amy Pieters \| Pays-Bas \| Wiggle High5 \| + 43 s \| \| 8e \| Emma Johansson \| Suède \| Wiggle High5 \| + 49 s \| \| 9e \| Gracie Elvin \| Australie \| Orica-AIS \| + 50 s \| \| 10e \| Floortje Mackaij \| Pays-Bas \| Liv-Plantur \| + 53 s \| |                      |                |                |                  |
| |                      |                |                |                  |
| |                      |                |                |                  |
| Classement général |                      |                |                |                  |
| Coureuse | Coureuse             | Pays           | Équipe         | Temps            |
| 1re | Lizzie Armitstead    | Royaume-Uni    | Boels Dolmans  | 16 h 00 min 39 s |
| 2e | Ashleigh Moolman     | Afrique du Sud | Cervélo Bigla  | + 11 s           |
| 3e | Elisa Longo Borghini | Italie         | Wiggle High5   | + 13 s           |
| 4e | Marianne Vos         | Pays-Bas       | Rabo Liv Women | + 18 s           |
| 5e | Amanda Spratt        | Australie      | Orica-AIS      | + 20 s           |
| 6e | Leah Kirchmann       | Canada         | Liv-Plantur    | + 40 s           |
| 7e | Amy Pieters          | Pays-Bas       | Wiggle High5   | + 43 s           |
| 8e | Emma Johansson       | Suède          | Wiggle High5   | + 49 s           |
| 9e | Gracie Elvin         | Australie      | Orica-AIS      | + 50 s           |
| 10e | Floortje Mackaij     | Pays-Bas       | Liv-Plantur    | + 53 s           |

### Classements annexes

#### Classement par points
| Classement par points | Classement par points | Classement par points | Classement par points | Classement par points |
| Coureuse              | Coureuse              | Pays                  | Équipe                | Points                |
| --------------------- | --------------------- | --------------------- | --------------------- | --------------------- |
| 1re                   | Marianne Vos          | Pays-Bas              | Rabo Liv Women        | 58 pts                |
| 2e                    | Leah Kirchmann        | Canada                | Liv-Plantur           | 33 pts                |
| 3e                    | Lotta Lepistö         | Finlande              | Cervélo Bigla         | 27 pts                |
| 4e                    | Lizzie Armitstead     | Royaume-Uni           | Boels Dolmans         | 27 pts                |
| 5e                    | Marta Bastianelli     | Italie                | Alé Cipollini         | 21 pts                |
| 6e                    | Amy Pieters           | Pays-Bas              | Wiggle High5          | 20 pts                |
| 7e                    | Giorgia Bronzini      | Italie                | Wiggle High5          | 16 pts                |
| 8e                    | Ashleigh Moolman      | Afrique du Sud        | Cervélo Bigla         | 15 pts                |
| 9e                    | Emma Johansson        | Suède                 | Wiggle High5          | 14 pts                |
| 10e                   | Amalie Dideriksen     | Danemark              | Boels Dolmans         | 12 pts                |

#### Classement par équipes
| Classement par équipes | Classement par équipes | Classement par équipes | Classement par équipes |
| Équipe                 | Équipe                 | Pays                   | Temps                  |
| ---------------------- | ---------------------- | ---------------------- | ---------------------- |
| 1re                    | Wiggle High5           | Royaume-Uni            | 48 h 04 min 00 s       |
| 2e                     | Boels Dolmans          | Pays-Bas               | + 0 s                  |
| 3e                     | Liv-Plantur            | Pays-Bas               | + 51 s                 |
| 4e                     | Canyon-SRAM Racing     | Allemagne              | + 1 min 48 s           |
| 5e                     | Rabo Liv Women         | Pays-Bas               | + 6 min 12 s           |
| 6e                     | Orica-AIS              | Australie              | + 7 min 39 s           |
| 7e                     | Parkhotel Valkenburg   | Pays-Bas               | + 11 min 27 s          |
| 8e                     | Cervélo Bigla          | Allemagne              | + 21 min 13 s          |
| 9e                     | Hitec Products         | Norvège                | + 26 min 23 s          |
| 10e                    | Drops                  | Royaume-Uni            | + 26 min 25 s          |

## Tableau récapitulatif
| Étape              | Vainqueur          | Classement général | Classement de la meilleure jeune | Classement de la montagne | Classement par points | Classement de la meilleure Britannique | Classement de la combativité | Classement par équipes · |
| ------------------ | ------------------ | ------------------ | -------------------------------- | ------------------------- | --------------------- | -------------------------------------- | ---------------------------- | ------------------------ |
| 1                  | Christine Majerus  | Christine Majerus  | Floortje Mackaij                 | Ilona Hoeksma             | Christine Majerus     | Lizzie Armitstead                      | Alison Tetrick               | Rabo Liv Women           |
| 2                  | Amy Pieters        | Marianne Vos       | Floortje Mackaij                 | Katie Hall                | Marianne Vos          | Lizzie Armitstead                      | Emilia Fahlin                | Wiggle High5             |
| 3                  | Lizzie Armitstead  | Lizzie Armitstead  | Floortje Mackaij                 | Katie Hall                | Marianne Vos          | Lizzie Armitstead                      | Ashleigh Moolman-Pasio       | Wiggle High5             |
| 4                  | Marianne Vos       | Lizzie Armitstead  | Floortje Mackaij                 | Katie Hall                | Marianne Vos          | Lizzie Armitstead                      | Emilia Fahlin                | Wiggle High5             |
| 5                  | Lotta Lepistö      | Lizzie Armitstead  | Floortje Mackaij                 | Katie Hall                | Marianne Vos          | Lizzie Armitstead                      | Eugenia Bujak                | Wiggle High5             |
| Classements finals | Classements finals | Lizzie Armitstead  | Floortje Mackaij                 | Katie Hall                | Marianne Vos          | Lizzie Armitstead                      | Emilia Fahlin                | Wiggle High5             |

## Liste des participantes
| Légende                             | Légende                                                                                              | Légende                                | Légende |
| ----------------------------------- | --- | -------------------------------------- | --- |
| Num                                 | Dossard de départ porté par la coureuse sur ce Women's Tour                                          | Pos                                    | Position finale au classement général                                                                         |
| Leader du classement général        | Indique la vainqueur du classement général                                                           | Leader du classement par points        | Indique la vainqueur du classement par points                                                                 |
| Leader du classement de la montagne | Indique la vainqueur du classement de la montagne                                                    | Leader du classement du meilleur jeune | Indique la vainqueur du classement de la meilleure jeune                                                      |
|                                     | Indique la vainqueur du classement de la meilleure britannique                                       |                                        | Indique un maillot de champion national ou mondial, suivi de sa spécialité                                    |
| #                                   | Indique la meilleure équipe                                                                          | NP                                     | Indique une coureuse qui n'a pas pris le départ d'une étape, suivi du numéro de l'étape où elle s'est retirée |
| AB                                  | Indique une coureuse qui n'a pas terminé une étape, suivi du numéro de l'étape où elle s'est retirée | HD                                     | Indique un coureuse qui a terminé une étape hors des délais, suivi du numéro de l'étape                       |
| DSQ                                 | Indique un coureur qui a été disqualifié de la course, suivi du numéro de l'étape                    | *                                      | Indique un coureuse en lice pour le classement de la meilleure jeune (coureuses nées après le )               |

| Canyon-SRAM Racing LPR | Canyon-SRAM Racing LPR         | Canyon-SRAM Racing LPR |
| ---------------------- | ------------------------------ | ---------------------- |
| Num                    | Coureur                        | Pos                    |
| 1                      | Lisa Brennauer (GER)           | AB-5                   |
| 2                      | Alena Amialiusik (BLR) (route) | 19e                    |
| 3                      | Hannah Barnes* (GBR)           | 27e                    |
| 4                      | Elena Cecchini (ITA) (route)   | 34e                    |
| 5                      | Tiffany Cromwell (AUS )        | 16e                    |
| 6                      | Barbara Guarischi (ITA )       | 65e                    |

| Wiggle High5# WHT | Wiggle High5# WHT            | Wiggle High5# WHT |
| ----------------- | ---------------------------- | ----------------- |
| Num               | Coureur                      | Pos               |
| 11                | Emma Johansson (SWE) (route) | 8e                |
| 12                | Jolien D'Hoore (BEL) (route) | 44e               |
| 13                | Giorgia Bronzini (ITA)       | 15e               |
| 14                | Danielle King (GBR)          | 11e               |
| 15                | Elisa Longo Borghini (ITA )  | 3e                |
| 16                | Amy Pieters (GBR)            | 7e                |

| Boels Dolmans DLT | Boels Dolmans DLT                  | Boels Dolmans DLT |
| ----------------- | ---------------------------------- | ----------------- |
| Num               | Coureur                            | Pos               |
| 21                | Elizabeth Armitstead (GBR) (route) | 1re               |
| 22                | Chantal Blaak (NED)                | 20e               |
| 23                | Amalie Dideriksen (DEN) (route)*   | 18e               |
| 24                | Ellen van Dijk (NED)               | 13e               |
| 25                | Nikki Harris (GBR)                 | 14e               |
| 26                | Christine Majerus (LUX) (route)    | NP-5              |

| Alé Cipollini ALE | Alé Cipollini ALE         | Alé Cipollini ALE |
| ----------------- | ------------------------- | ----------------- |
| Num               | Coureur                   | Pos               |
| 31                | Marta Bastianelli (ITA)   | 47e               |
| 32                | Annalisa Cucinotta (ITA)  | AB-3              |
| 33                | Emilia Fahlin (SWE)       | 48e               |
| 34                | Małgorzata Jasińska (POL) | 12e               |
| 35                | Marta Tagliaferro (ITA)   | 57e               |
| 36                | Anna Trevisi (ITA)        | 69e               |

| Liv-Plantur TLP | Liv-Plantur TLP         | Liv-Plantur TLP |
| --------------- | ----------------------- | --------------- |
| Num             | Coureur                 | Pos             |
| 41              | Molly Weaver* (GBR)     | 17e             |
| 42              | Leah Kirchmann (CAN)    | 6e              |
| 43              | Floortje Mackaij* (NED) | 10e             |
| 44              | Sara Mustonen (SWE)     | 58e             |
| 45              | Rozanne Slik (NED )     | 40e             |
| 46              | Carlee Taylor (AUS )    | 60e             |

| UnitedHealthcare Women's UHC | UnitedHealthcare Women's UHC   | UnitedHealthcare Women's UHC |
| ---------------------------- | ------------------------------ | ---------------------------- |
| Num                          | Coureur                        | Pos                          |
| 51                           | Linda Melanie Villumsen (NZL ) | 21e                          |
| 52                           | Abigail Mickey (USA )          | AB-2                         |
| 53                           | Katie Hall (USA)               | 22e                          |
| 54                           | Laurel Rathburn * (USA )       | AB-4                         |
| 56                           | Iris Slappendel (NED)          | 61e                          |

| Poitou Charentes Futuroscope 86 FUT | Poitou Charentes Futuroscope 86 FUT | Poitou Charentes Futuroscope 86 FUT |
| ----------------------------------- | ----------------------------------- | ----------------------------------- |
| Num                                 | Coureur                             | Pos                                 |
| 61                                  | Roxane Fournier (FRA)               | NP-5                                |
| 62                                  | Coralie Demay (FRA)                 | 71e                                 |
| 63                                  | Eugénie Duval* (FRA)                | 36e                                 |
| 65                                  | Pascale Jeuland (FRA)               | 59e                                 |
| 66                                  | Amélie Rivat (FRA)                  | AB-4                                |

| Orica-AIS OGE | Orica-AIS OGE               | Orica-AIS OGE |
| ------------- | --------------------------- | ------------- |
| Num           | Coureur                     | Pos           |
| 71            | Amanda Spratt (AUS) (route) | 5e            |
| 72            | Gracie Elvin (AUS)          | 9e            |
| 73            | Alexandra Manly* (AUS)      | 37e           |
| 74            | Loren Rowney (AUS)          | 68e           |
| 75            | Sarah Roy (AUS)             | AB-3          |
| 76            | Tayler Wiles (USA)          | 46e           |

| Cervélo Bigla CBT | Cervélo Bigla CBT           | Cervélo Bigla CBT |
| ----------------- | --------------------------- | ----------------- |
| Num               | Coureur                     | Pos               |
| 81                | Lotta Lepistö (FIN) (route) | 43e               |
| 82                | Clara Koppenburg* (GER)     | 39e               |
| 83                | Ashleigh Moolman (RSA)      | 2e                |
| 84                | Lisa Klein* (GER)           | 70e               |
| 85                | Stephanie Pohl (GER)        | AB-3              |

| Rabo Liv Women RBW | Rabo Liv Women RBW          | Rabo Liv Women RBW |
| ------------------ | --------------------------- | ------------------ |
| Num                | Coureur                     | Pos                |
| 91                 | Marianne Vos (NED)          | 4e                 |
| 92                 | Lucinda Brand (NED) (route) | NP-5               |
| 93                 | Shara Gillow (AUS)          | NP-5               |
| 94                 | Anouska Koster* (NED)       | 32e                |
| 95                 | Roxane Knetemann (NED)      | 28e                |
| 96                 | Anna van der Breggen (NED)  | AB-4               |

| Parkhotel Valkenburg PHV | Parkhotel Valkenburg PHV | Parkhotel Valkenburg PHV |
| ------------------------ | ------------------------ | ------------------------ |
| Num                      | Coureur                  | Pos                      |
| 101                      | Jip van den Bos* (NED)   | 63e                      |
| 102                      | Janneke Ensing (NED)     | 29e                      |
| 103                      | Ilona Hoeksma (NED)      | 54e                      |
| 104                      | Jermaine Post (GER)      | 23e                      |
| 105                      | Esra Tromp (NED)         | 62e                      |
| 106                      | Eva Buurman* (NED)       | 25e                      |

| BTC City Ljubljana BTC | BTC City Ljubljana BTC      | BTC City Ljubljana BTC |
| ---------------------- | --------------------------- | ---------------------- |
| Num                    | Coureur                     | Pos                    |
| 111                    | Eugenia Bujak (POL) (route) | 24e                    |
| 112                    | Spela Kern (SLO)            | NP-4                   |
| 114                    | Ursa Pintar (SLO)           | AB-2                   |
| 115                    | Anja Plichta (SLO)          | 38e                    |
| 116                    | Mia Radotic (CRO) (route)   | 55e                    |

| Cylance CPC | Cylance CPC                  | Cylance CPC |
| ----------- | ---------------------------- | ----------- |
| Num         | Coureur                      | Pos         |
| 121         | Rossella Ratto* (ITA )       | 30e         |
| 122         | Doris Schweizer (SUI)        | 53e         |
| 123         | Sheyla Gutierrez Ruiz* (ESP) | 35e         |
| 125         | Valentina Scandolara (ITA )  | 51e         |
| 126         | Alison Tetrick (USA)         | AB-5        |

| Drops DRP | Drops DRP             | Drops DRP |
| --------- | --------------------- | --------- |
| Num       | Coureur               | Pos       |
| 131       | Alice Barnes* (GBR)   | 26e       |
| 132       | Sophie Coleman (GBR)  | 72e       |
| 133       | Rebecca Durrell (GBR) | 49e       |
| 134       | Jennifer George (GBR) | 52e       |
| 135       | Laura Massey (GBR)    | 31e       |
| 136       | Hannah Payton* (GBR)  | 50e       |

| Sélection nationale britannique | Sélection nationale britannique | Sélection nationale britannique |
| ------------------------------- | ------------------------------- | ------------------------------- |
| Num                             | Coureur                         | Pos                             |
| 141                             | Emma Pooley (GBR)               | 45e                             |
| 142                             | Emily Kay* (GBR)                | AB-1                            |
| 143                             | Grace Garner * (GBR)            | AB-4                            |
| 144                             | Manon Lloyd * (GBR)             | 73e                             |
| 145                             | Annasley Park* (GBR)            | 67e                             |
| 146                             | Jessie Walker* (GBR)            | 56e                             |

| Hitec Products HPU | Hitec Products HPU      | Hitec Products HPU |
| ------------------ | ----------------------- | ------------------ |
| Num                | Coureur                 | Pos                |
| 151                | Kirsten Wild (NED)      | 64e                |
| 152                | Simona Frapporti ( ITA) | AB-5               |
| 153                | Tatiana Guderzo ( ITA)  | 33e                |
| 154                | Lauren Kitchen ( AUS)   | 41e                |
| 155                | Vita Heine (NOR)        | 42e                |
| 156                | Emilie Moberg (NOR)     | 66e                |

Source.